# Královské hrobky (Pafos)
Královské hroby (řecky Τάφοι των Βασιλέων, anglicky The Tombs of the Kings) jsou jednou z nejvýznamnějších archeologických lokalit na Kypru, která byla roku 1980 zařazena na Seznam světového dědictví UNESCO. Jedná se o rozsáhlou nekropolí ležící v severní části přístavního města Pafos na ostrově Kypr. Většina hrobek pochází ze 4. století př. n. l.. Byla zde pohřbívána místní řecká aristokracie, dále občané města z nejvyšší společenské třídy a vysoce postavení úředníci (název "královské" pochází pouze z velkoleposti a proslulosti hrobek, přesto zde žádní králové pohřbíváni nikdy nebyli). Oblast hrobek je součástí archeologického parku Kato Pafos.

## Popis
Hrobky jsou vytesané do původní skály a mnohdy napodobují obytné domy. Mnohé hroby disponují dórskými sloupy a zdmi s freskami. Pohřby obsahovaly amfory z Rhodu jako obětiny. Na rukojetích těchto amfor byla nalezena výrobní razítka. Nachází se zde celkem 7 hrobek, do kterých vedou schody.

## Výzkum
V moderní době byly poprvé popsány Richardem Pockockem v roce 1783. Roku 1870 začaly první archeologické průzkumy vedené Luigim Palmou di Cesnola. V roce 1915 vedl průzkum Menelaos Markides. V 70. a 80. letech 20. století vedl systematické vykopávky Sophocles Hadjisavvas.

## UNESCO
Spolu s Pafosem a Koukliou byla nekropole roku 1980 zapsána na seznam Světového dědictví UNESCO.

## Galerie

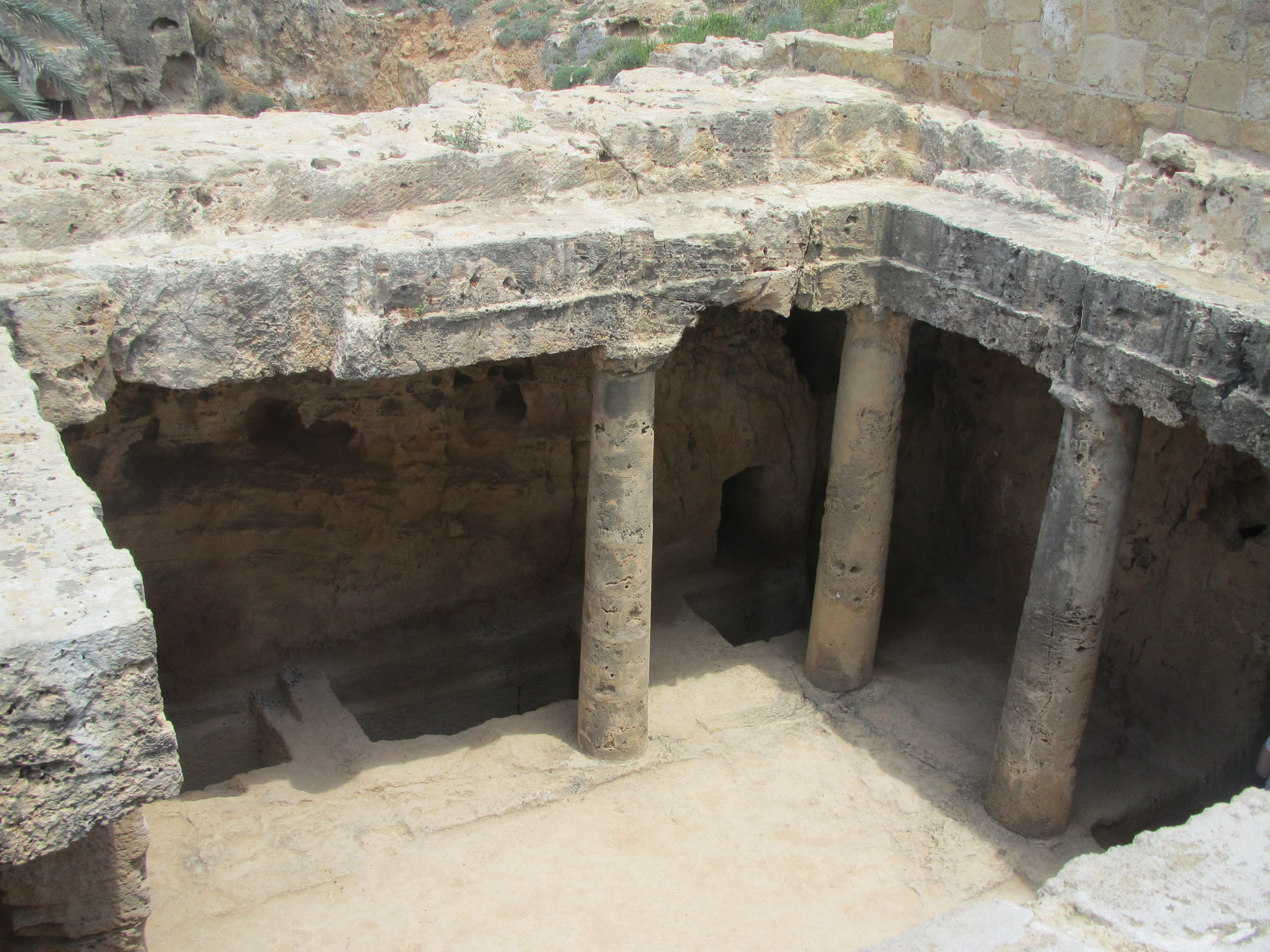
Královské hrobky (Pafos)
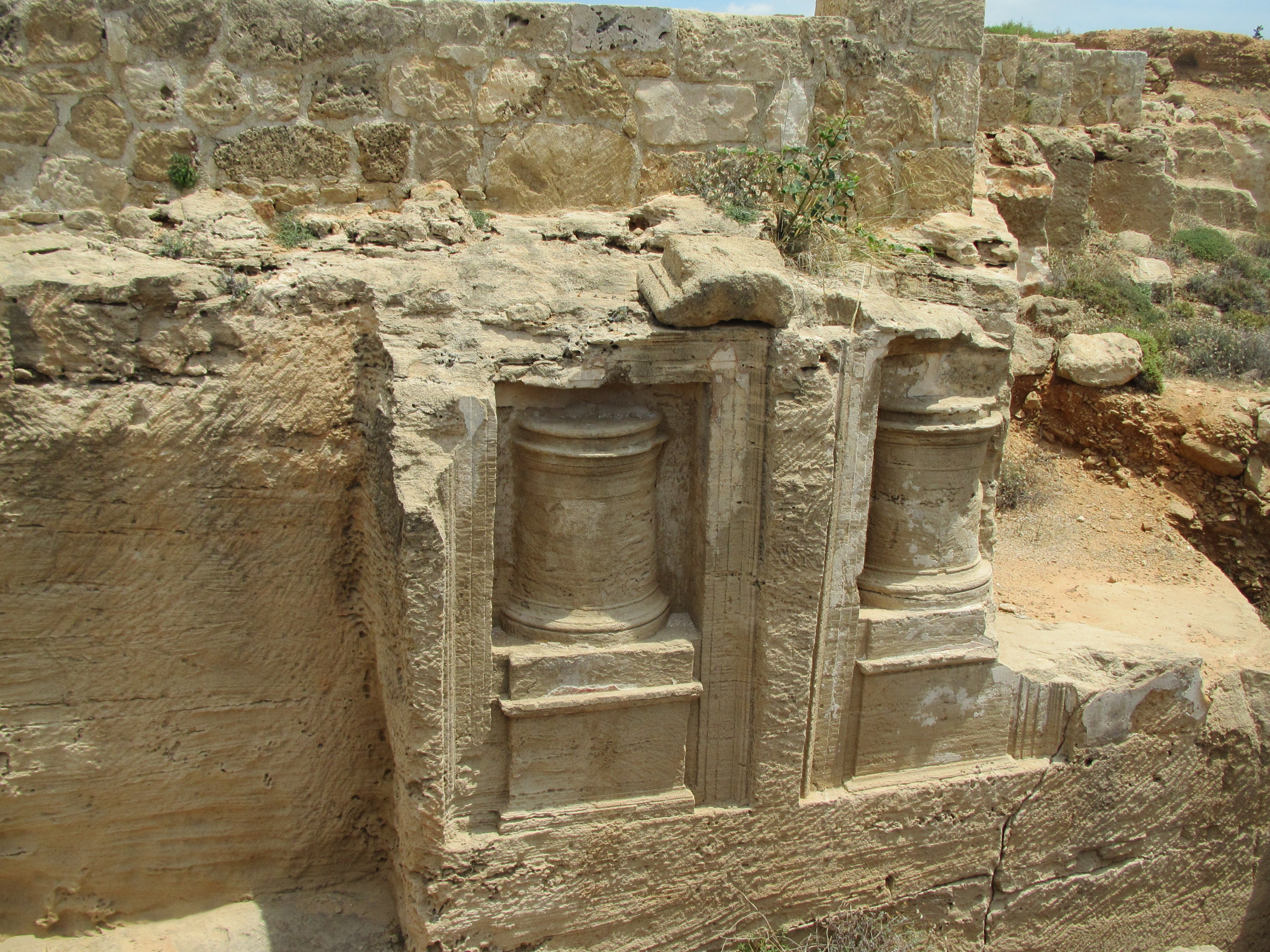
Královské hrobky (Pafos)
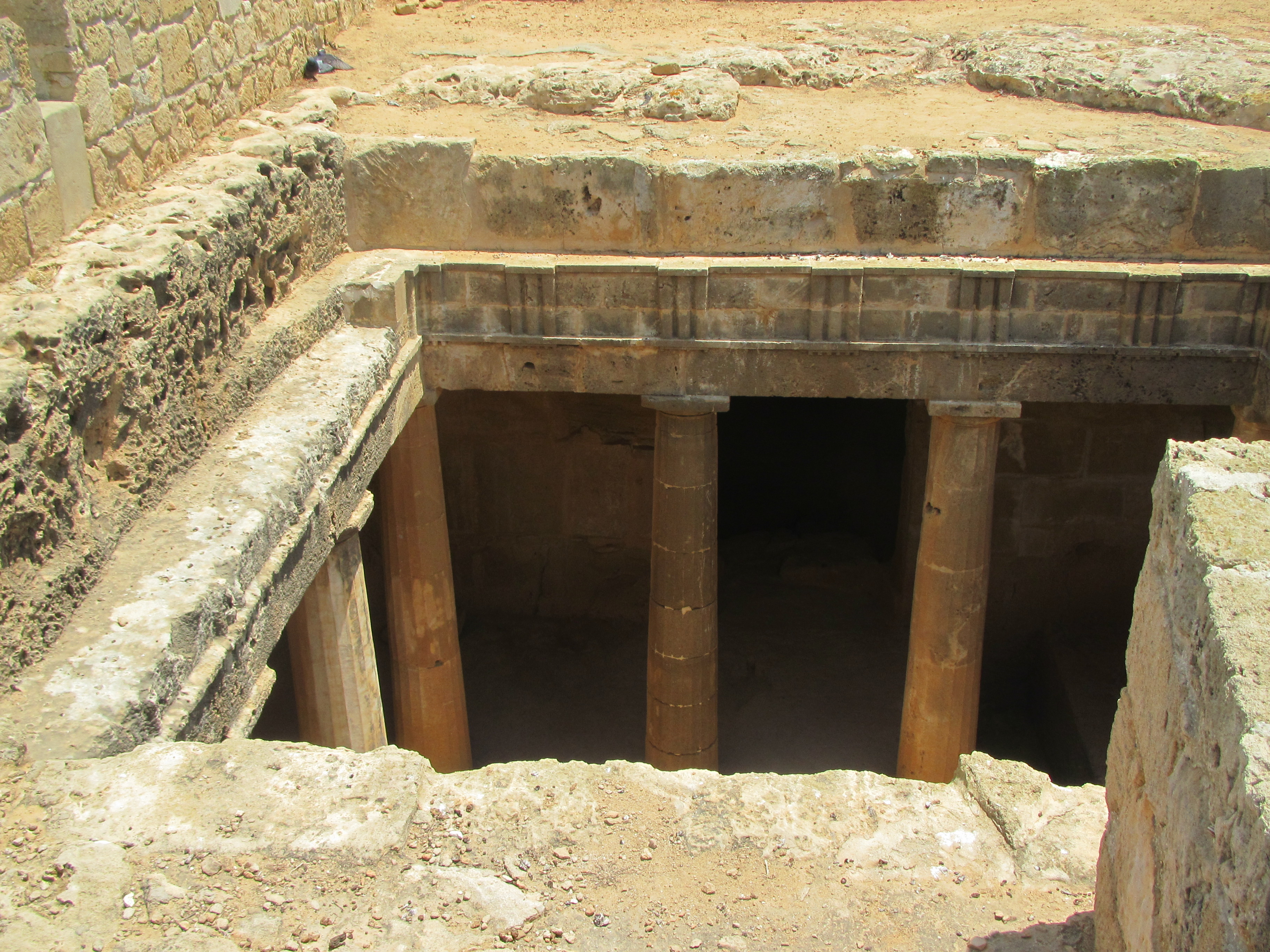
Královské hrobky (Pafos)
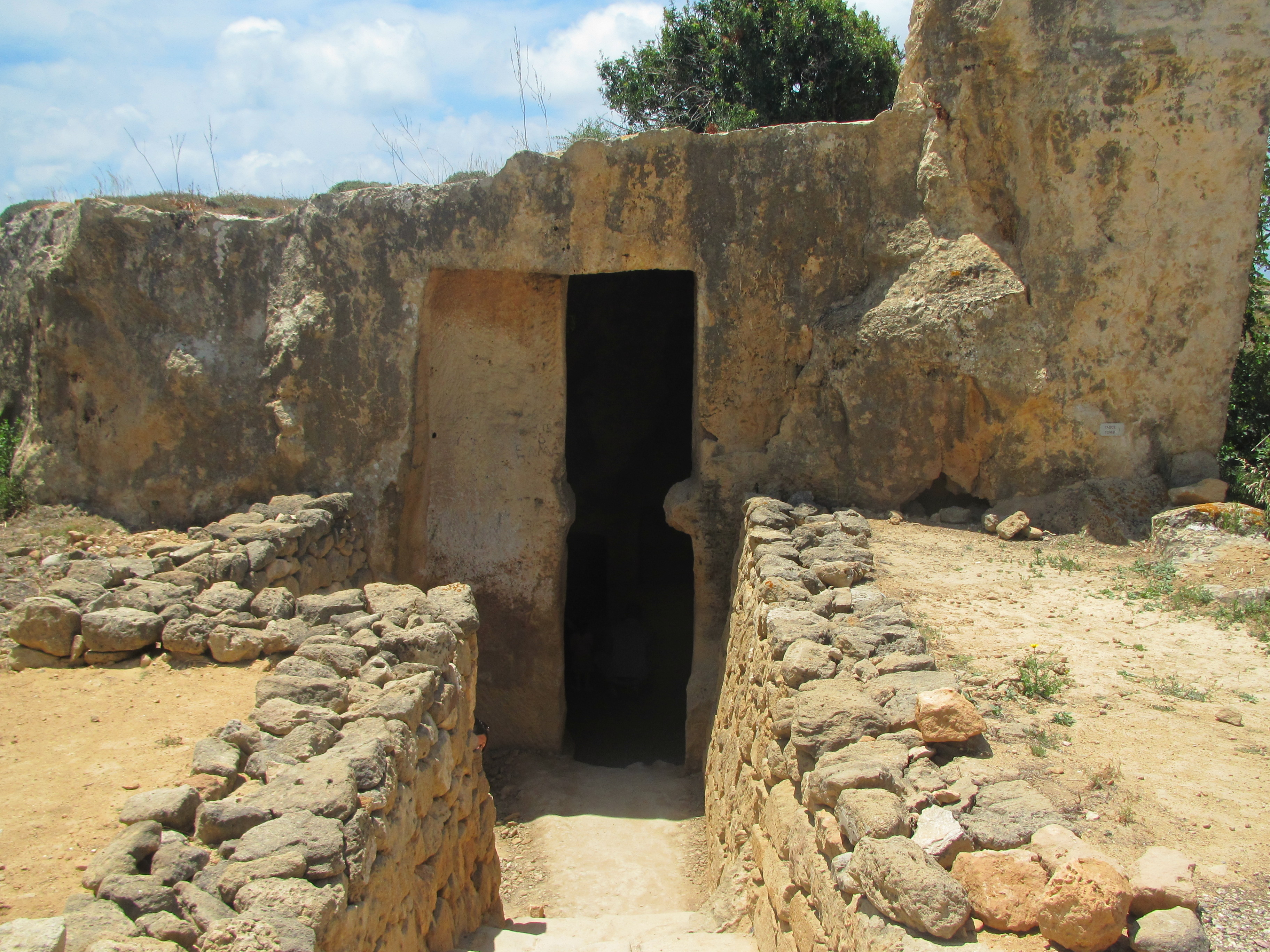
Královské hrobky (Pafos)
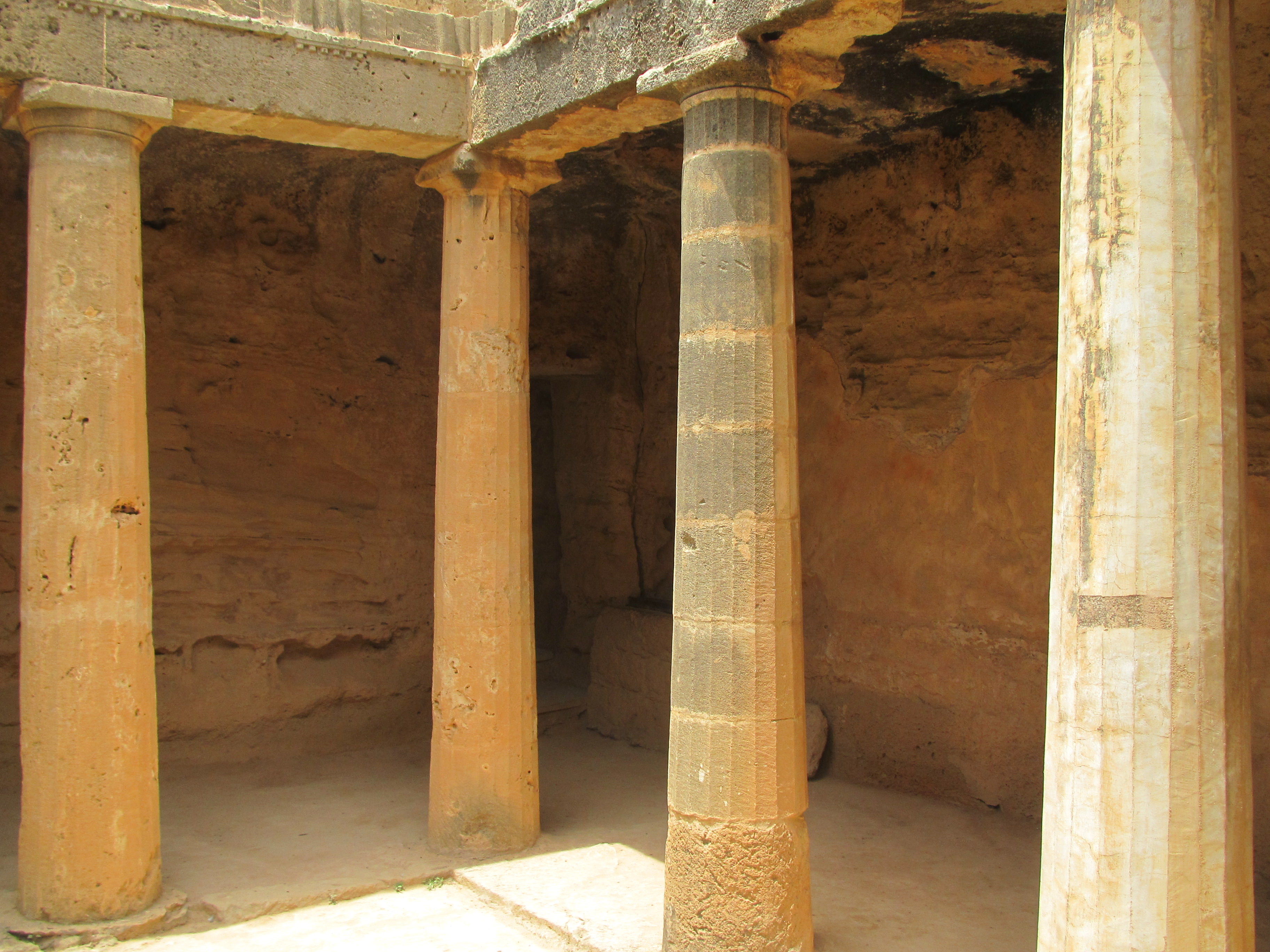
Královské hrobky (Pafos)
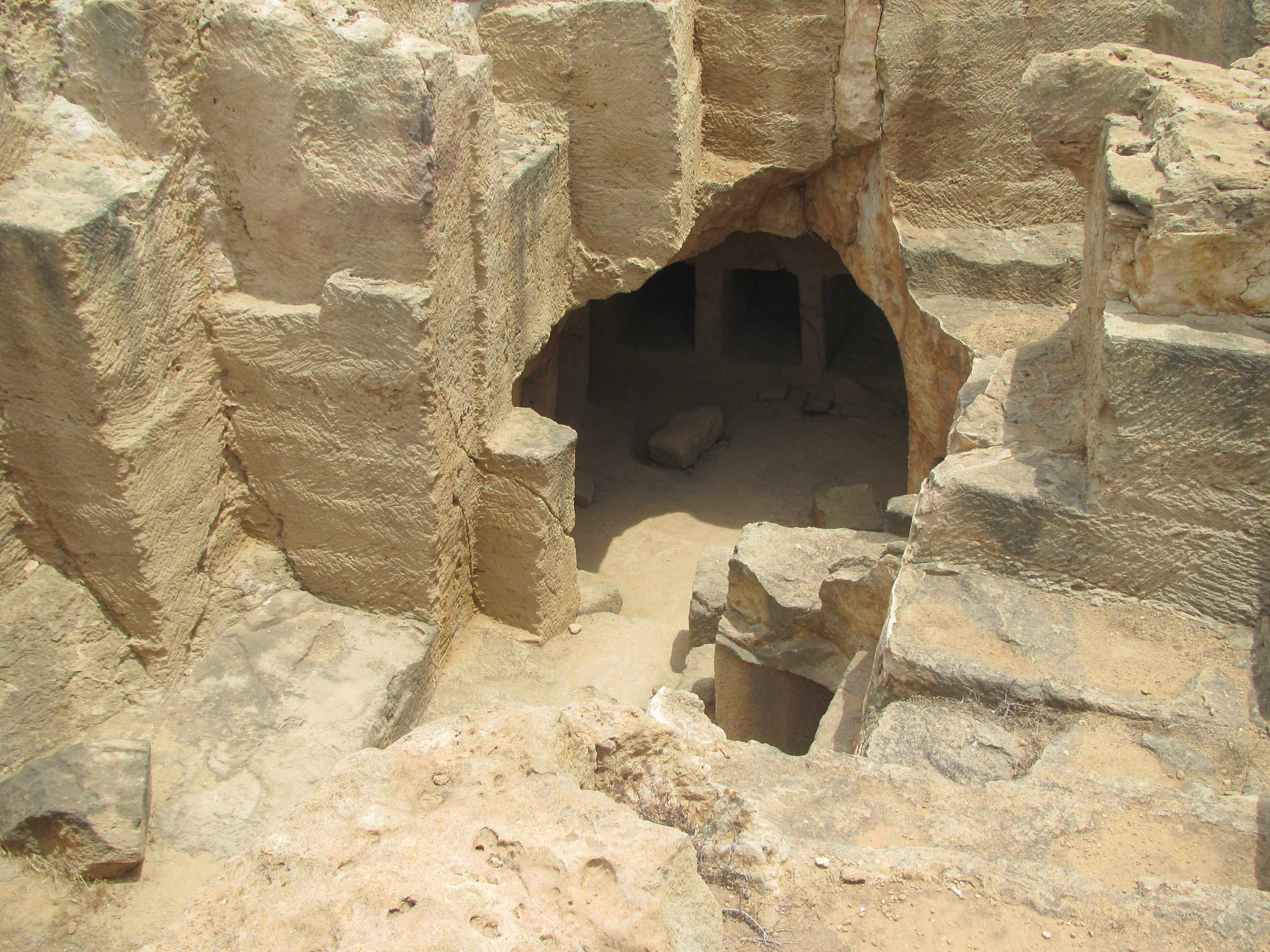
Královské hrobky (Pafos)